# August Knabe
August Knabe (* 22. November 1847 in Osterwieck; † 12. Dezember 1940 in Soest) war ein deutscher evangelischer Kirchenmusiklehrer, Komponist und Chorleiter.
August Knabe hat auf die Entwicklung der evangelischen Kirchenmusik in Westfalen zu Beginn des 20. Jahrhunderts und für die Ausbildung des Kirchenmusikers als Berufsstand großen Einfluss genommen. Zudem bestimmte er in seiner Zeit das Musikleben der Stadt Soest als Chorleiter, königlicher Musikdirektor und Komponist. Die von ihm selbst in seinen Choralbuch 1938 autorisierte Kurzbiographie nennt folgende Stationen:
„* 22.11.1847 in Osterwieck (Harz). War ab 1868 Lehrer in Halberstadt, 1874 Eleve des Akademischen Instituts für Kirchenmusik in Berlin, 1876–1914 Seminarmusiklehrer in Soest. Daneben einige Jahre Organist an St. Thomä und längere Jahre hindurch Dirigent des Soester Musikvereins und des Märkischen Lehrergesangvereins. Wurde 1896 Kgl. Musikdirektor und 1932 D. theol. Lebt in Soest.“

## Der Chorleiter
Der Soester Musikverein erlebte unter der Leitung von August Knabe eine Blütezeit. Der Schwerpunkt seiner Arbeit galt der Erarbeitung wichtiger Oratorien der Musikgeschichte. Viele Werke – so 1894 die Bachsche Matthäuspassion – erlebten unter Knabe ihre städtische Erstaufführung. Ihre Auswahl verweist nicht nur auf einen hohen künstlerischen Anspruch, sie dokumentiert auch eine erstaunliche Programmvielfalt. Zwischen 1884 und 1906, als Knabe seine Chorleitertätigkeit wegen zunehmender Schwerhörigkeit aufgeben musste, kamen u. a. Werke von Händel (Messias, Judas Maccabäus, Samson), Schumann (Paradies und die Peri), Mendelssohn (Elias, Paulus), Brahms (Requiem), Haydn (Jahreszeiten), Mozart (Requiem), Beethoven (Missa solemnis) zur Aufführung, ein Arbeitspensum, das neben der beruflichen Haupttätigkeit als Lehrer und Seminardirektor sowie zahlreicher anderer Aufgaben (u. a. Leitung des Märkischen Lehrergesangvereins, Organist an St. Thomä, Privater Musikunterricht) zu bewältigen war und Bewunderung hervorrufen muss.

## Der Musikpädagoge
1876 zog Knabe als Seminarmusiklehrer nach Soest und lebte in dem Hause Walburger Str. Nr. 14. Bis zu seiner Pensionierung im Jahre 1916 hat er, wie es in einem Nachruf heißt, sämtliche Schüler des Soester Lehrerseminars in Gesang, Orgel, Klavier, Geige und Theorie ausgebildet, insgesamt etwa 1400 Organisten.
Der prominenteste seiner Schüler war zweifellos Wilhelm Middelschulte (1863–1943), der in Amerika eine große Karriere als Komponist und Orgelvirtuose machte. Zur Schülerschaft zählt aber auch der Dortmunder Kirchenmusiker und nach dem Zweiten Weltkrieg in Getmold wirkende Felix Schröder (1876–1966).

## Der Komponist
Knabes Kompositionen zählen zur zeitgebundenen Gebrauchsmusik. Sie reichen von schlichten, teils trivialen Sätzen für Kinder und Laienchöre über Psalmen und Motetten bis hin zu ambitionierteren Kompositionen für Chor und Orchester (Choralmotette „Hosianna“ für Männerchor und Orchester bzw. gemischten Chor unter Benutzung der Choralmelodie „Wie soll ich Dich empfangen“).

## Das Choralbuch
Die Bedeutung dieses Werkes ist nur vor dem Hintergrund der von Natorp veranlassten Reformbemühungen der evangelischen Kirchenmusik im 19. Jahrhundert, zu verstehen. In den 1820er Jahren entstand das „Choralbuch für evangelische Kirchen. Die Choräle kritisch bearbeitet und geordnet von B.C.L. Natorp und Fr. Keßler, vierstimmig gesetzt und mit Zwischenspielen versehen von C.H. Rinck“ (Essen 1829, 2/1836, 3/1870). Mit diesem bis um 1900 viel benutzten Choralbuche meinten die Herausgeber, ein Muster für die „Kunst des reinen Satzes“ liefern zu können, indes war es von einer schlichten und einfallsreichen Vierstimmigkeit mit dem Unterton sentimentaler Lieblichkeit und einer trivialen Dürftigkeit, wie Walter Salmen meint.
Ein aus diesen Niederungen befreiender Wandel erfolgte neben anderen Versuchen erst mit August Knabes „Choralbuch zum evangelischen Gesangbuche für Rheinland und Westfalen“, das er 1894 in Soest publizierte. Er orientierte sich bei der Harmonisierung der Choräle wieder an den Regeln des strengen Kontrapunktes.
Dieses Choralbuch ist ein wichtiges Dokument im mühseligen, langsamen Prozess der Abkehr vom getragenen, unrhythmischen, den ¾-Takt scheuenden Gemeindegesang des 19. Jahrhunderts hin zu einem frischeren Gesang, wie er heute allgemein üblich ist. Das im Lauf der Zeit immer mehr vervollständigte Choralbuch wurde 1931 nach der Herausgabe des neuen Gesangbuches für Rheinland und Westfalen einer kompletten Revision unterzogen. Die Art des Inhalts blieb fast dieselbe; nur die Zwischenspiele kamen in Wegfall, da sie sich überlebt hatten. Es erlebte in schneller Folge weitere Neuauflagen und war in Westfalen bis in die 1960er Jahre im Gebrauch.

## Ehrungen und Tod

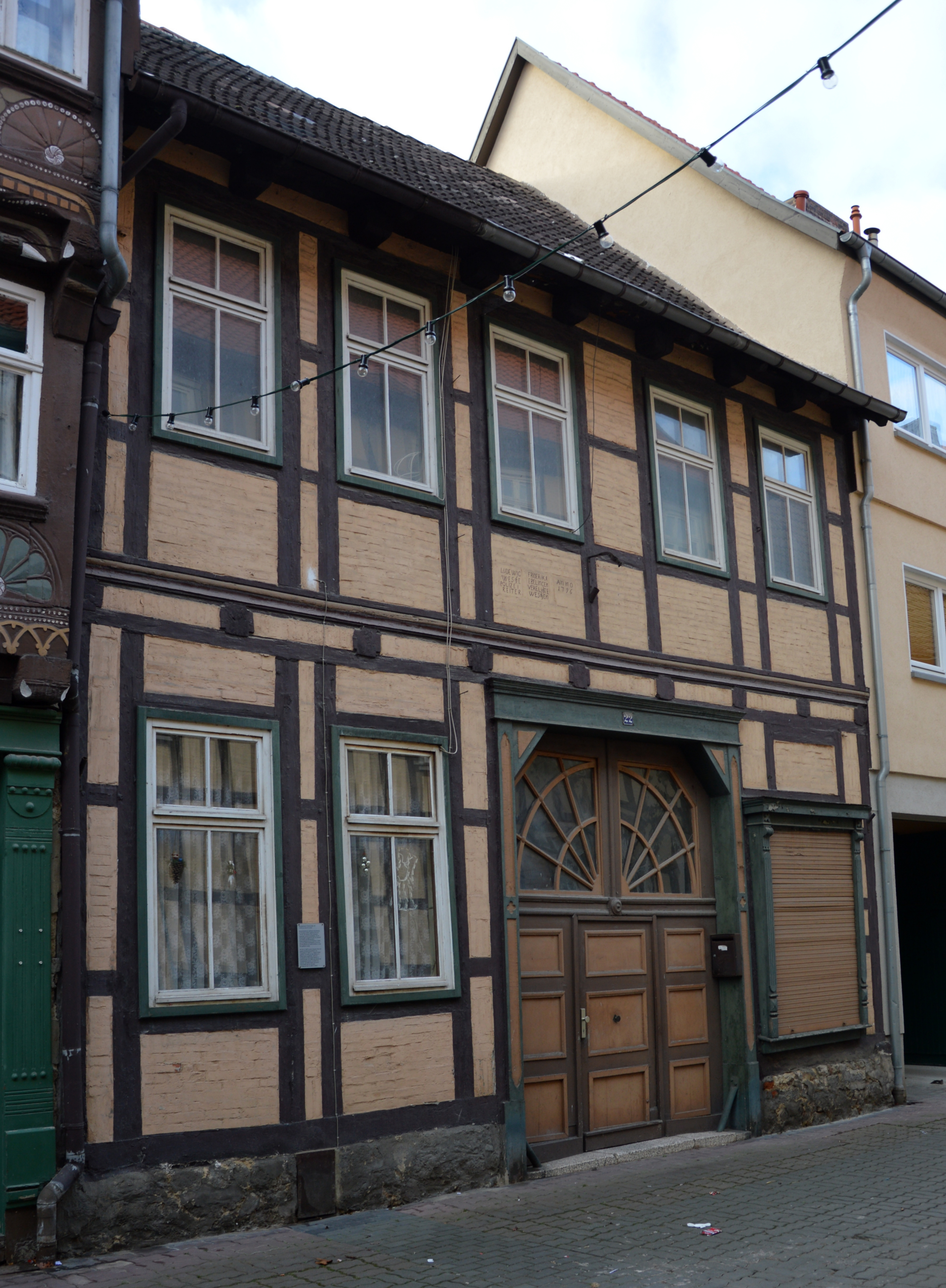
Geburtshaus in Osterwieck

Dem „Alten von Soest“, wie man ihn nannte, wurden viele Ehrungen zuteil. Als Erster in Westfalen bekam er bereits 1896 den Titel „Königlicher Musikdirektor“ verliehen und 1927 erhielt er die kirchliche Verdienstmünze. Zu seinem 85. Geburtstag im Jahre 1932 ernannte ihn die Universität Münster zum D. theol.
August Knabe, der seit 1877 mit Röschen Loose aus Halberstadt verheiratet war und mit ihr zwei Kinder hatte, starb im Alter von 93 Jahren am 12. Dezember 1940 infolge eines Oberschenkelbruchs. Er wurde auf dem St.-Thomä-Friedhof begraben. Sein Grab besteht noch heute (Feld Th 3), ist mit Efeu bewachsen und recht gut gepflegt. Das Nutzungsrecht ist jedoch abgelaufen.
In Soest trägt eine Straße seinen Namen. In Osterwieck ist an seinem Geburtshaus Mittelstraße 22 eine Gedenktafel angebracht.

## Werke
- Choralbuch zum Evangelischen Gesangbuch für Rheinland und Westfalen für Kirche, Schule und Haus, herausgegeben von D. theol. August Knabe, Essen: Verlag der Essener Druckerei Gemeinwohl G.m.b.H. 1931 (6. Auflage 1941 mit Kunstdruckblatt als Frontispiz: Porträtfotografie, daneben ein Nachruf, unterzeichnet mit "Flöttmann")
- "Macht hoch die Tür, die Tor macht weit!". 2-stimmiger Chorsatz mit 6-stimmigem Instrumentalsatz in: O freudenreicher Tag. Advents- und Weihnachtslieder aus alter und neuer Zeit mit wertvollen Tonsätzen. G. Ihloff & Co., Ev. Buchhandlung, Neumünster i. Holstein 1941